# Ne-Yo
 (novembre 2012).
Si vous disposez d'ouvrages ou d'articles de référence ou si vous connaissez des sites web de qualité traitant du thème abordé ici, merci de compléter l'article en donnant les références utiles à sa vérifiabilité et en les liant à la section « Notes et références ».
Pour les articles homonymes, voir Smith.
Shaffer Chimere Smith, connu sous son nom de scène Ne-Yo, né le 18 octobre 1979 à Los Angeles, est un chanteur, producteur de musique, acteur, danseur et parolier américain de R'n'B et de pop.

## Enfance
Ne-Yo est né à Los Angeles le 18 octobre 1979 d’une mère chinoise et d’un père afro-américain, et baptisé Shaffer Chimere Smith. Chimère est un nom provenant de la langue Igbo du Nigeria qui signifie « acte de Dieu »[réf. nécessaire]. Sa mère est d'origine afro-américaine et son père est aussi d'ascendance afro-américain. Ses parents étaient musiciens. Il a des origines chinoises par certains de ses ancêtres. Depuis son plus jeune âge, il a été élevé seul par sa mère après avoir été séparé de son père. Dans l'espoir d'une vie meilleure, ils ont déménagé à Las Vegas au Nevada.
Décidé depuis ses jeunes années à devenir un jour une vedette de la chanson, le jeune Shaffer se passionne pour les idoles de l'époque, de Whitney Houston à Michael Jackson et développe une culture musicale importante, tant au niveau du chant que de la composition et de l'écriture. Des prestations dans des clubs ou concerts de plus en plus importants, le jeune homme attire l'attention de Def Jam, l'un des labels les plus actifs dans le domaine de la musique du R&B.

## Carrière

### Le commencement
Ne-Yo a émergé dans l'industrie d'enregistrement comme membre d'un quatuor basé à Las Vegas. Shaffer Chimere Smith a adopté le nom de scène « GoGo » et a rejoint un groupe R'n'B Envy. Après que le groupe l'eut congédié en 2000, Ne-Yo signa à Columbia Records, mais, après l'enregistrement de son premier album, la publication a été abandonnée[réf. nécessaire]. Le chanteur Marques Houston s'est avéré justement entendre la voix de Ne-Yo, That Girl, qui était censé être le dernier single de lancement de son album alors-non distribué. Marques Houston a ré-enregistré That Girl, single de son album 2003 MH. Il a contribué à écrire des chansons de l'album Complex Simplicity de Teedra Moïse, It's About A Time de Christina Milian, ainsi que pour le groupe Youngstown.
Let Me Love You est une chanson qu'il a écrite pour le chanteur américain Mario, numéro un sur le « Billboard Hot 100 »[réf. nécessaire], pendant neuf semaines. Après cet événement, Tina Davis, ancien représentant d'A&R pour des enregistrements chez Def Jam Records, a organisé une réunion informelle avec le directeur de L.A. Reid. À l'origine, Ne-Yo ne cherchait pas un nouveau contrat, mais, après s'être entretenu avec eux, il a été signé par l'artiste américain Jay-Z, ensuite président de Def Jam Records. Laissant carte blanche à Shaffer - qui répond désormais au pseudonyme de Ne-Yo (un patronyme tiré d'une adaptation très personnelle de la prononciation de Neo, le personnage de Keanu Reeves dans Matrix) Def Jam le laisse enregistrer quelques premiers singles en vue de la sortie d'un album en 2006. Recevant un accueil plus que favorable dans les clubs de la côte Ouest, So Sick, Sexy Love ou When You're Mad deviennent autant de tubes qui annoncent une grande tournée en compagnie de Chris Brown et de Dem Franchize Boyz peu de temps après la sortie de In My Own Words, son premier album.

### Destiny Boy

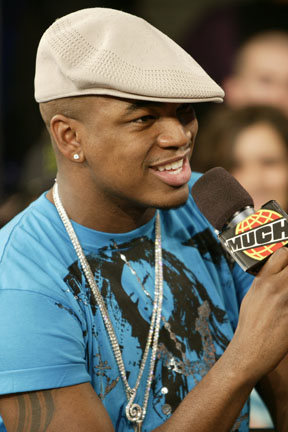
Ne-Yo en 2007.

Désormais adulé et surtout reconnu comme un auteur-compositeur de qualité, Ne-Yo est régulièrement contacté par des artistes en manque d'inspiration. Rihanna est la première d'entre eux, sollicitant le jeune homme pour les besoins de sa ballade Unfaithful et l'album A Girl like Me. Après Rihanna, c'est Beyoncé Knowles qui s'offre les services de Shaffer pour le morceau Irreplaceable imitée par Paula DeAnda pour Walk Away (Remember Me). Bon auteur, mais aussi homme d'affaires avisé, Ne-Yo devient au passage le coproducteur exécutif de Beyoncé, jonglant entre son label, Def Jam et celui de l'ex Destiny's Child, Columbia.
Devenu un auteur et un interprète bankable, Ne-Yo, dès 2007 croule sous les demandes émanant de divers artistes et met dès lors ses talents de musicien au service de Whitney Houston, Céline Dion, Lionel Richie, Jessica Simpson, Chris Brown, Enrique Iglesias, Craig David, Britney Spears ou encore Michael Jackson. Sacré CV pour le petit prince du RnB qui commence à avoir l'aura et la célébrité d'un Usher. Créant son propre label, Compound Entertainment, pour s'auto-produire et coacher d'autres artistes comme Paula Campbell ou Shanell. Collaborant également avec Lindsay Lohan, Anastacia ou Ciara, toujours dans le domaine du R&B, Ne-Yo devenu collectionneur de récompenses, de prix et autres Awards, devient une figure semi récurrente de quelques shows télévisés, qu'il s'agisse de la série policière Las Vegas ou du soap La Force du destin et fait quelques petites apparitions sur le grand écran, dans Stomp the Yard ou le superbe film Save the Last Dance 2, surfant opportunément sur le succès de High School Musical et autres Hairspray.
Démocrate convaincu, Ne-Yo soutient activement la candidature de Barack Obama à l'élection présidentielle américaine de 2008, chantant en première partie de quelques-uns de ses meetings ou parrainant des comités de soutien.

### In My Own Words, premier album
Le 28 février 2006, Ne-Yo a publié son premier album, In My Own Words, sous le label Def Jam Records. Amplifié par son deuxième single So Sick, l'album débute numéro un sur le Billboard 200, se vendant à plus de 301 000 exemplaires dès la première semaine. Pendant la même semaine, le single avait atteint la première place sur le Billboard Hot 100. Les singles suivants étaient When You're Mad et un Sexy Love, qui ont fait une pointe au numéro 15 et au numéro 7, respectivement. L'album a été disque de platine par l'association d'industrie d'enregistrement de l'Amérique (RIAA) pour une expédition de plus d'un million d'unités.

### Because of You, deuxième album
Son second album, Because of You, est sorti le 1er mai 2007, et débute au numéro un sur le Billboard 200, vendant 251 000 copies aux États-Unis. L'album a été disque de platine certifié par RIAA pour une expédition de plus d'un million d'unités. Il détrône l'album d'Avril Lavigne. Ne-Yo sortit 4 singles présents sur l'album, Do you, Because of You, Go on girl et Can we chill. En août 2007 Ne-Yo collabore avec la chanteuse barbadienne Rihanna sur la chanson Hate that I love you. La chanson a été nommée meilleure chanson RNB et meilleure chanson en duo au Grammy Awards. Le featuring  s'est vendu à environ 3,5 millions d'exemplaires dans le monde et se classe 7e au Billboard Hot 100 et numéro 1 au Brésil .

### Year of the GentlemanetThe Collection
Le troisième l'album de Ne-Yo, Year of the Gentleman, a été la première fois lancé le 11 septembre 2008, au Japon. Quant à la sortie mondiale, elle s'est effectuée le 16 septembre 2008. L'album a été vendu à 250 000 copies durant sa première semaine aux États-Unis, et débute à la première place du Billboard Hot 200. Les critiques positives pour l'album, en témoigne Caryn Ganz du magazine Rolling Stone qui a écrit que Year of the Gentleman est « un album réellement superbe ». Les deux premiers singles, Closer et Miss Independent, ont fait une pointe au numéro sept sur le Billboard Hot 100. L'album a été nommé pour le meilleur album R&B et l'album de l'année au Grammy Awards 2009, Closer pour l'exécution vocale du meilleur son masculin, et Miss Independent pour la meilleure exécution vocale du R&B masculin et la meilleure chanson de R&B. Year Of The Gentleman a été platine certifié par RIAA pour une expédition de plus d'un million de copies. Le troisième single, Mad, fait une pointe au numéro 11 sur le Billboard Hot 100.
Le 2 septembre 2009, Ne-Yo a sorti Ne-Yo: The collection au Japon. L'album a été également publié avec l'édition limitée CD+DVD complète avec les vidéos musicales des singles. Il débute au numéro quatre sur le diagramme hebdomadaire d'albums du Japon, vendant 55 625 copies à la première semaine. Peu après, sort en France une mixtape exclusive intitulée A Dozen Roses avec 19 nouvelles chansons dont la Bande Originale du film La princesse et la grenouille intitulée Never Knew I Needed. Toujours en 2009, il enregistre pour l'album One More Love de David Guetta, avec Kelly Rowland le titre Choose.

### Libra Scale, quatrième album
Au printemps 2010, il sort trois nouveaux singles Beautiful Monster, Champagne Life, ainsi que One In A Million extrait de son 4e album Libra Scale qui est sorti le 22 novembre 2010 en même temps qu’un DVD du même nom. Cet album montre un tournant au niveau musical, notamment après sa collaboration avec le DJ David Guetta et Ryan Leslie. En fin d'année 2010 Ne-Yo collabore sur la chanson Give Me Everything du rappeur Pitbull accompagné de Nayer et Afrojack . La chanson est un énorme succès sur internet et atteint la deuxième place du Top 50 en France. Ne-Yo collabore également sur la chanson de Keri Hilson accompagné de Kanye West, Knock You Down.

### R.E.D., cinquième album

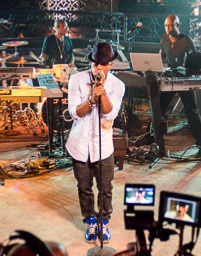
Ne-Yo en concert pour promouvoir son album R.E.D. en 2012.

Lors d'un voyage au Royaume-Uni, le 25 février 2011, il annonce que son cinquième album sortira en fin d'année 2011. Mais la date de sortie est repoussée au début 2012, entre janvier et mars. Les titres Jealous, Let Me Love You (Until You Learn to Love Yourself) sont des succès sur internet. Finalement, cet opus sortira le 5 novembre 2012 et Lazy Love en sera le premier single. Sur cet album, on retrouve Ne-Yo en collaboration avec Wiz Khalifa, Fabolous, Diddy et Tim McGraw.  De plus, une mixtape sort en fin d'année 2011, avec notamment le titre The Way You Move avec Trey Songz et T-Pain. Il sortira un nouveau titre s'intitulant let's go ou il invitera l'artiste Calvin Harris à participer à son nouveau single .  Par ailleurs, Ne-Yo est en train d'écrire des chansons pour Mary J. Blige, Beyoncé Knowles, Justin Bieber, Monica, Alexandra Burke, Cheryl Cole et les albums à venir de Willow Smith. Ne-Yo collabore avec le rappeur cubano-américain Pitbull sur le tube N°1 de l'année, Give Me Everything, qui rencontrera un succès planétaire.
Il est l'un des rares artistes à ne pas annuler ses concerts à la suite du tremblement de terre au Japon en 2011. Ne-Yo a récemment quitté Def Jam et rejoint Universal Motown, dont il sortira son cinquième album studio. En début d'année 2012, il apparait sur le morceau Gotta Get Ya de son ami Flo Rida. En février 2012, il participe au concert de la mi-temps du All-Star Game à Orlando. Il était accompagné de Pitbull et de Chris Brown. Il collabore en 2012 sur la chanson Turn Around avec Conor Maynard.
I Heart Tuesdays est une série télévisée d'action / aventure animée qui sera diffusée sur Cartoon Network en 2012. L'idée de la bande dessinée est venue quand Cartoon Network a approché Ne-Yo pour produire un dessin animé. L'artiste a également déclaré que le spectacle a été créé pour sa sœur. Par ailleurs, on retrouve Ne-Yo sur le titre Leave You Alone de Young Jeezy et Hands In The Air de Timbaland. Ne-Yo a également écrit les paroles de la musique de Rihanna, en collaboration avec le DJ David Guetta, Right Now .
Fan de basket-ball, Ne-Yo est choisi par la NBA afin d'assurer le spectacle durant le week-end du All Star Game à Houston. En mars 2013, Ne-Yo collabore sur la chanson Play Hard de David Guetta, accompagné du chanteur Akon. En avril 2013, Ne-Yo collabore avec l'artiste Cher Lloyd sur le titre It's All Good.
En fin d'année 2013, Ne-Yo collabore sur le nouvel album de Céline Dion. Le titre Incredible apparaît sur l'album anglophone Loved Me Back to Life de l'artiste canadienne. Ne-Yo a apprécié de travailler avec la diva en déclarant que « c’est un honneur et un plaisir de chanter avec Céline Dion, mais ce n’est pas une chose facile. C’est le sentiment le plus incroyable que j’ai jamais ressenti. Parce que sa voix se suffit à elle-même.» Un second single est en préparation avec l'artiste canadienne.

### Non Fiction, sixième album
Ne-Yo a un sixième album Studio, intitulé "Non Fiction", qui est sorti le 27 janvier 2014 aux États-Unis et le 15 février en France. L'album marque un retour "aux sources" au R&B pour le chanteur qui avait récemment emprunté un virage Dance/Pop. L'album contient des featurings avec Pitbull, T.I, Juicy J, Young Jeezy, David Guetta... ainsi que des titres solo. Ne-Yo a sorti 3 singles avant la prochaine sortie de son album : "Money Can't Buy" avec Young Jeezy, "She Knows" avec Juicy J et "Time Of Our LIves" avec Pitbull. En commandant l'album dès maintenant sur Itunes et Google Play, on peut directement recevoir quatre titres issus de cet album, dont "She Knows", "Money Can't Buy", "Religious" et "Coming With You", produit par Stargate. Le titre "Time Of Our Lives", lui, est disponible dans l'album Globalization de Pitbull.

## Vie privée
Ne-Yo s'est marié pour la première fois à l'âge de 19 ans mais divorce peu de temps après. En 2005, sa petite amie de l'époque donne naissance à un garçon qu'elle prénomme Chimere (le deuxième nom de Ne-Yo). Croyant d'abord être le père de l'enfant, Ne-Yo apprend plus tard qu'il ne l'est pas.
Il est en couple avec une de ses danseuses, Tennille Jimenez de 2009 à 2010.
En juin 2010, Ne-Yo annonce que sa petite amie Monyetta Shaw est enceinte de leur premier enfant. Le 12 novembre 2010, Monyetta donne naissance à leur premier enfant, une fille. En septembre 2011, Ne-Yo annonce qu'il va être père pour la deuxième fois. Le 9 octobre 2011, Monyetta donne naissance à leur deuxième enfant, un garçon. Depuis, le couple s'est séparé.
Le 20 février 2016, Ne-Yo épouse sa nouvelle compagne Crystal Renay. Le couple a deux fils : Shaffer Chimere Smith, Jr (né le 15 mars 2016) et Roman Alexander-Raj Smith (né le 14 juin 2018) et une fille : Isabella Rose Smith (née le 25 juin 2021). 

## Discographie
- 2006 : In My Own Words
- 2007 : Because of You
- 2008 : Year of the Gentleman
- 2010 : Libra Scale
- 2012 : RED
- 2015 : Non Fiction
- 2018 : Good Man
- 2022 : Self Explanatory

## Récompenses et nominations
- American Music Awards
  - 2006, Favorite R&B/Soul Male Artist (nomination)
  - 2006, Best New Artist (nomination)
  - 2006, Best R&B Male Artist (nomination)
- Grammy Awards
  - 2007, Best Contemporary R&B Album : In My Own Words (nomination)
  - 2007, Best Male R&B Vocal Performance : So Sick (nomination)
  - 2008, Best Contemporary R&B Album : Because of You (remporté)
  - 2009, Meilleure Chanson R&B Masculine Miss Independent (remporté)
- MOBO Awards
  - 2006, Best Song : So Sick (nomination)
  - 2006, Best International Male (nomination)
  - 2006, Best R&B Act (remporté)
  - 2007, Best song : Because of You (remporté)
- Soul Train Music Awards
  - 2007, Best R&B/Soul or Rap New Artist :  Sexy Love (remporté)
  - 2007, Best R&B/Soul Male Single: Sexy Love (nomination)

## Filmographie
- 2006 : Save the Last Dance 2
- 2007 : Steppin'
- 2008 : Las Vegas  (saison 5, épisode 15)
- 2011 : World Invasion: Battle Los Angeles
- 2011 : Mama, I want to sing !
- 2011 : Les Experts : Manhattan  (saison 7, épisode 14)
- 2011 : The Fresh Beat Band  (épisode Band In A Jam)
- 2012 : Red Tails
- 2012 : Good Deeds
- 2012 : I Heart Tuesdays  (créateur de la série télévisée)
- 2012 : Mulki's Warya  (créateur de la série télévisée)
- 2012 : 90210 Beverly Hills : Nouvelle Génération  (saison 5, épisode 8)
- 2015 : Empire  (saison 2, épisode 4 et 5)

- 2017 : Girls Trip
- 2018 : Step Up : High Water[5]